# سیارک ۱۰۲۷
سیارک ۱۰۲۷ (به انگلیسی: 1027 Aesculapia، نامگذاری:1923YO11) هزار و بیست و هفتمین سیارک کشف شده‌است که در ۱۱ نوامبر ۱۹۲۳ کشف شد.
قدر مطلق سیارک برابر ۱۰٫۶۰ است.